# Paraíso do Tocantins
Paraíso do Tocantins är en kommun i Brasilien.   Den ligger i delstaten Tocantins, i den centrala delen av landet, 600 km norr om huvudstaden Brasília. Antalet invånare är 44 432.
Omgivningarna runt Paraíso do Tocantins är huvudsakligen savann. Runt Paraíso do Tocantins är det ganska glesbefolkat, med 31 invånare per kvadratkilometer.